# Hoffmann-von-Fallersleben-Bildungswerk
Das Hoffmann-von-Fallersleben-Bildungswerk e. V. war ein nach Hoffmann von Fallersleben benannter Verein rechtsextremer Funktionäre und Kader mit Sitz in Berlin (letzte Adresse war hingegen Hohen Neuendorf bei Berlin), der es sich zur Aufgabe machte, unterschiedlichste nationalistische Gruppen und Aktivisten mit ideologischem Rüstzeug zu versehen und miteinander zu vernetzen. Es wurde bis zum Ende der 1990er Jahre regelmäßig in den Berichten und Publikationen des Berliner Verfassungsschutzes erwähnt. Im Jahre 2006 löste sich das Hoffmann-von-Fallersleben-Bildungswerk als eingetragener Verein selbst auf.

## Geschichte und Organisationsform
Der Verein wurde am 13. Dezember 1990 als Hoffmann-von-Fallersleben-Stiftung gegründet. Die Initiative zur Gründung ging von der damaligen Fraktion der Republikaner im Abgeordnetenhaus von Berlin aus. Absicht war es, ähnlich wie die anderen Parteien über eine parteinahe Stiftung staatliche Fördermittel zu erlangen. Teilnehmer der Gründungsversammlung waren unter anderem der Berliner Staatsanwalt Matthias Bath, damals Landesvorstandsmitglied der Berliner Republikaner, der Berliner Rechtsanwalt und Notar a. D. und Sprecher der „Reichsbürger-Union“ Runhardt Sander, der Berliner Rechtsanwalt Carsten Pagel, damals Assessor in Sanders Kanzlei sowie Fraktions- und Landesvorsitzender der Berliner Republikaner, Frank Schwerdt, damals stellvertretender Landesvorsitzender der Berliner Republikaner, Rita Bönisch, damals stellvertretende Landesvorsitzende der Berliner Republikaner, Rudolf Kendzia, damals parlamentarischer Geschäftsführer und Landesschatzmeister der Berliner Republikaner, sowie der Redakteur der Jungen Freiheit, Thorsten Thaler, damals Pressesprecher der Fraktion und des Landesverbandes der Berliner Republikaner.
Aufgrund des fehlenden Stiftungskapitals wurde der Verein nicht als Stiftung anerkannt und benannte sich am 5. September 1991 in Hoffmann-von-Fallersleben-Bildungswerk um.
Die Mitgliederzahl wurde wegen der angestrebten Fördermittel laut Satzung auf 20 beschränkt. Anfangs umfasste das Organisationspotenzial etwa den Landesverband der Berliner Republikaner. Nachdem im Herbst 1991 führende Mitglieder des Landesvorstandes der Berliner Republikaner zur Deutschen Liga für Volk und Heimat übergetreten waren, rückte das von ihnen dominierte Bildungswerk in spürbare Nähe zu dieser Partei. Jedoch war es immer das Bestreben der Organisatoren, über die Grenzen einzelner Parteien hinaus zu agieren, und so gehörten im Mai 1992 dem Vorstand Vertreter der Republikaner, der Deutschen Liga für Volk und Heimat, der Nationaldemokratischen Partei Deutschlands (NPD) und der Deutschen Sozialen Union an. Um das Organisationspotential binden zu können, wurde in dieser Zeit das Förderwerk Gerhard Kaindl gegründet, dessen Mitglieder über die Aktivitäten des Vereins auf dem Laufenden gehalten wurden. Als die NPD in den 1990er Jahren an Bedeutung gewann, beschränkte der Verein seine Aktivitäten und stellte sie überwiegend in den Dienst dieser Partei sowie deren Umfeldorganisationen. Am 21. November 2006 wurde die Auflösung beschlossen.

## Aktivitäten
Das Berliner Landesamt für Verfassungsschutz stellte fest, dass das Hoffmann-von-Fallersleben-Bildungswerk wegen seiner Zusammensetzung und dem Ziel seiner Zusammenarbeit mit anderen rechtsextremistischen Organisationen als Tarnorganisation für Veranstaltungen von Rechtsextremisten und Nationalsozialisten fungierte. Es führte hauptsächlich Vortragsveranstaltungen durch. Sprecher waren unter anderem Dr. Pierre Krebs, Mitarbeiter des Thule-Seminars e. V., Peter Kurt Weiss, Vorsitzender des Bürgerschutz Österreich, der ehemalige NPD-Vorsitzende und Holocaustleugner Günter Deckert sowie die Publizisten Konrad Windisch und Peter Dehoust. Doch blieben die Referenten nicht auf diesen Personenkreis beschränkt. Vielmehr ließ sich feststellen, dass Themen und Vortragsbesucher des Bildungswerks vom rechten Rand der Christlich Demokratischen Union Deutschlands bis zur neonazistischen Szene reichten.